# Cascada Epupa

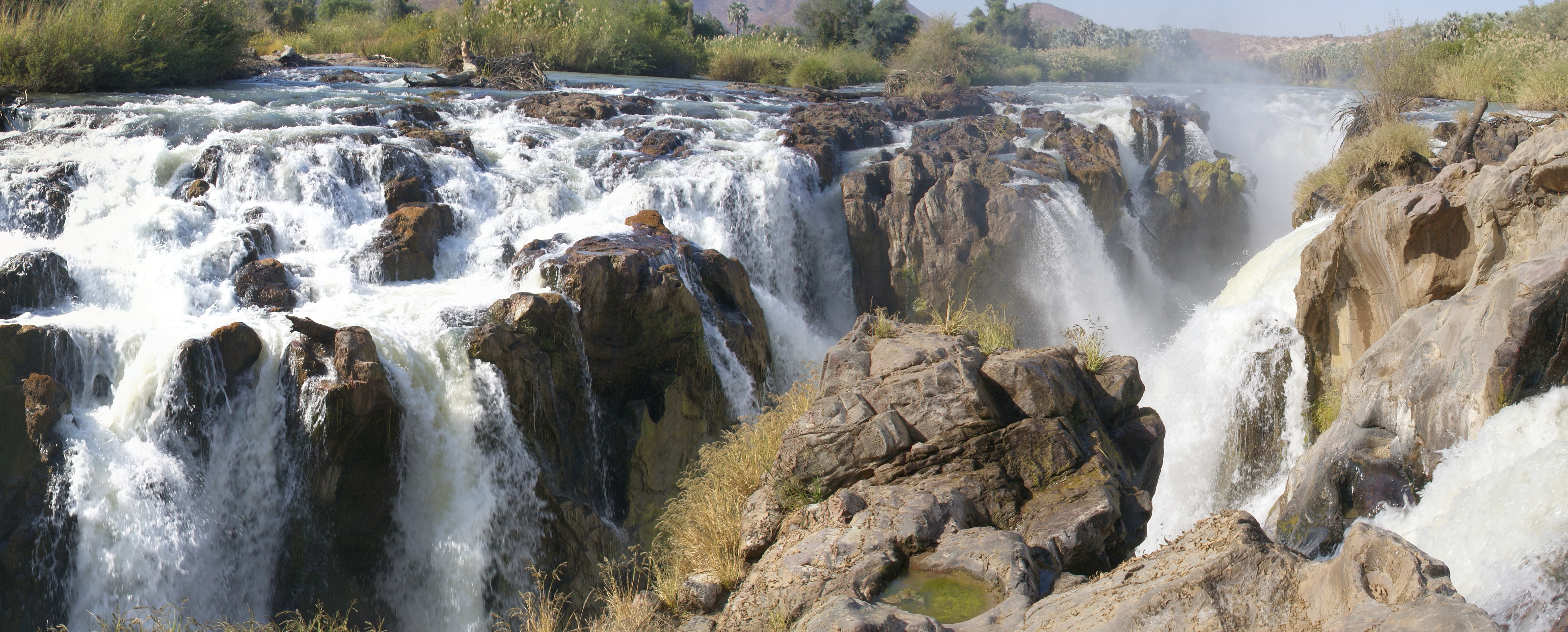
Cascadele Epupa

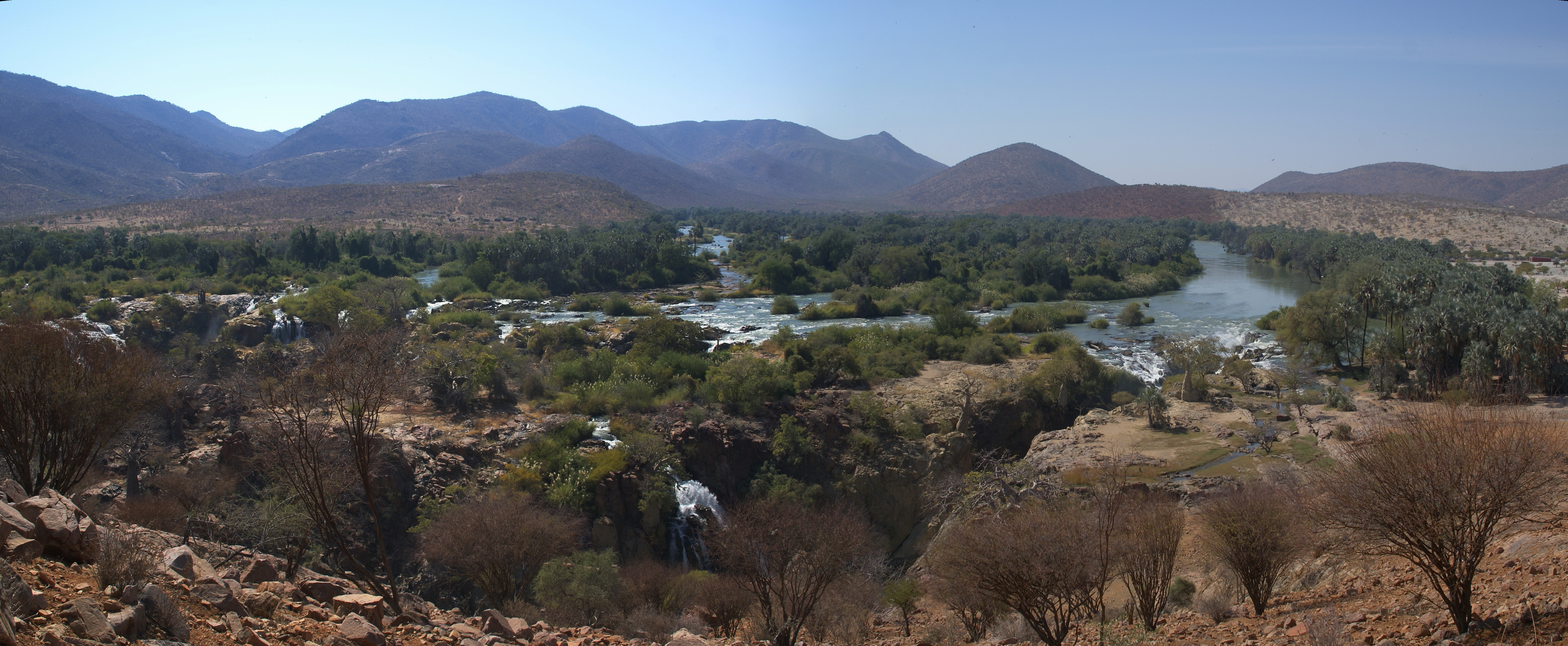
Cascadele Epupa pe râul Kunene

Epupa Falls (în herero epupa înseamnă apă care cade) sunt o grupare de cascade, situate pe râul Kunene, la granița dintre Angola și Namibia. Râul are o lățime de 0,5 km și cade într-o serie de cascade înșirate pe o lungime de 1,5 km. Cea mai mare cădere are o înălțime de 37 de m.
Cascadele Epupa sunt în pericol din cauza unui mare baraj, pe care guvernul namibian vrea să-l ridice.